# Drăguș
Drăguș é uma comuna romena localizada no distrito de Brașov, na região histórica da Transilvânia. A comuna possui uma área de 24.78 km² e sua população era de 1183 habitantes segundo o censo de 2007.